# Koe Fasi Oe Tu'i Oe Otu Tonga
Ko e fasi ʻo e tuʻi ʻo e ʻOtu Tonga er Tongas nationalmelodi. Det betyder bogstaveligt talt "Tongas kongesang", men kendes til dagligt som fasi fakafonua, hvilket betyder "nationalsang". Teksten er skrevet af Prince Uelingatoni Ngū Tupoumalohi og melodien er komponeret af Karl Gustavus Schmitt. Den blev brugt første gang i 1874.

## Melodi
Midi med karaoke

## Refenrencer
- Loven om Tongas nationalmelodi Arkiveret 4. juli 2007 hos  Wayback Machine (engelsk)